# Vipera altaica
Vipera altaica là một loài rắn trong họ Rắn lục. Loài này được Tuniyev Nilson & Andrén mô tả khoa học đầu tiên năm 2010.